# Горушки (Алексинский район)
Горушки — деревня в Алексинском районе Тульской области. С точки зрения административно-территориального устройства входит в Алексинский район. В плане местного самоуправления входит в состав муниципального образования город Алексин.

## География
Находится в северо-западной части региона, в пределах северо-восточного склона Среднерусской возвышенности, в подзоне широколиственных лесов, у реки Крушма, восточнее деревни Болото и северо-западнее села Белолипки.

### Климат
Климат на территории деревни, как и во всём районе, характеризуется как умеренно континентальный, с ярко выраженными сезонами года. Средняя температура воздуха летнего периода — 16 — 20 °C (абсолютный максимум — 38 °С); зимнего периода — −5 — −12 °C (абсолютный минимум — −46 °С).
Снежный покров держится в среднем 130—145 дней в году.
Среднегодовое количество осадков — 650—730 мм.

## История

### Владельцы
В писцовой книге 1628 г. упоминается как Останково, Горюшкино тож, принадлежит Богдану Дмитриевичу Ходыреву (ему же принадлежат рядом расположенные деревни Болото, Душкино, а также пустошь на месте исчезнувшей деревни Высокая), из них Болото было самой состоятельной деревней (больше всего земли, 300 копен сена), а Горюшкино — самой бедной (50 копен сена).
Согласно переписной книге 1646 г. Горушки принадлежали Петру Ивановичу Лодыженскому; во владении других Лодыженских находились Белолипки, Даниловка и несколько крестьян в д. Каргашино.
В писцовой книге 1685 г. упоминается как Останково, Горюшкино тож (вариант написания — Горошки), принадлежит Ивану Петровичу Лодыженскому, и приобретена им у Богдана Дмитриевича Ходырева. Согласно этой же писцовой книге, местность между Горушками и Епишковым называлась пустошь Харинская (или Хиринская).
В дальнейшем между Лодыженским и Ходыревым происходит земельный спор, в результате чего межа проводится между Горушками (Останковым) и деревней Болото:
РГАДА. Ф.1209, опись 1167i, ч. 3 (Стлб 235—451), столб 279/. № 10: «Дело Афтомона Алексеева сына Ходырева. В 200 м году (=1692) бил челом. Отмежевал, де прадеду ево писец в деревне Болоте по речке Крышиме по одну сторону пашенные петнатцать четвертей, да перелогом пятдесят четвертей, да лесом поросло на сто на тритцать четвертей, сена на тритцать копен, а не межевал потому что, де, за тою речкою Крушиною был лес лес большой. А по дачам в писцовых книгах написано есу сто тритцать четвертей. И что лес отец ево розчистил в поля, и то, де прадеда и отца ево поместье дано ему, Афтомону, и чтоб, де, на то ево поместье дать ему отказную Грамоту. И в 200 м году Июня 2 дня по приговору велено то отца ево поместье по прежней помете за ним справить и послать отказная Грамота. А про лесную поросль, про сто про тритцать четвертей сыскать …
А в 201 м (=1693) же году бил челом и спорил Иван Петров сын Лодыженской. Автомон, де, Ходырев завладел напрасно многою ево землею в Алексинском уезде в деревне Останкиной — Горушкино тож, да в пустоши Высокой с урочищи, назвав росчисною землею. А Автомон Ходырев бил челом и спорил у Ивана Лодыженского. И кроме той ево Автомоновой земли, что он, Иван, спорил многое число, и просил, чтоб те их земли размерить по дачам. И в 201 м же году Марта в 24 день, по приговору велено послать Грамота к воеводе, велеть розыскать и досмотреть в тех местех; Афтомонова земля Ходырева деревни Болота или Иванова земля Лодыженского деревня Останкова, и учинить чертеж с подлиннми очисками. Також и смежных помещиков земли на чертеже подписать с подлинными очисками. Грамоты неотпущено. А потом в 201 м же году били челом и спорили вышеозначенной Автамон Ходырев да Иван Матвеевы дети Ходыревы да Тимофей Борисов сын Юшков. По тем их спорам решения незначтца. Сверху и в середине дело не все, и дьячьей скрепою несходственно». /Стр 187/
В ревизии 1709 г. — Останково а Горушкино тож, принадлежит Алексею Ивановичу Лодыженскому как его вотчина. Он же (в звании капитана) указан как собственник деревни в исповедной ведомости 1749 г. (хотя он умер в 1728 г.), тогда как оглавление ревизии 1748 г. указывает в качестве собственника его племянника капитана Фёдора Петровича Лодыженского.
Согласно исповедной ведомости 1768 г., крестьяне принадлежат Степану Архиповичу Бобрищеву-Пушкину, а по ревизии 1782 г. — его вдове.
Согласно ревизии 1795 г. — крестьяне принадлежали вдове статского советника Николая Михайловича Бобрищева-Пушкина, в начале XIX в. — её наследнику капитану Исакию Николаевичу Бобрищеву-Пушкину.
Согласно ревизии 1816 г., часть крестьян принадлежала капитанше Марии Григорьевне Ивановой, а часть была в совместном владении Федосьи Гавриловны Фоминцевой и Пелагеи Федотовны Гладковой (последняя приходилась двоюродной сестрой умершему в 1815 г. И. Н. Бобрищеву-Пушкину).
В 1834 г. крестьяне принадлежали Пелагее Федотовне Костромитиновой (до замужества Гладковой). В 1836 г. они перешли к поручику Михаилу Васильевичу Костромитинову.
По ревизиям 1850 и 1857 гг. крестьяне принадлежали Наталье Андреяновне Артемьевой-Кареловой, которая в тот момент также владела частью крестьян в соседнем сельце Епишково — они достались ей в 1846 г. от бывшего мужа М. В. Костромитинова.

### Административное положение
В 17-18 в. селение числилось в Конинском стане Алексинского уезда.
В дальнейшем — в Широносовской волости Алексинского уезда.
Было приписано к церковному приходу в с. Архангельское (ныне Авангард).
До муниципальной реформы в марте 2005 года входила в Авангардский сельский округ. После её проведения включёна в образованные муниципального образования сельское поселение «Авангардское» и в Алексинский муниципальный район.
21 июня 2014 года Алексинский муниципальный район и Авангардское сельское поселение были упразднены, деревня Горушки стала входить в городской округ Алексин.

## Население
В 18 в. часто имели место переводы или браки крестьян между селениями Горушки и Ботня.
В 1818 г. Костромитинова, владелица Горушек, купила и перевела из Ботни несколько семей, ранее принадлежавших капитанше Ивановой.
За пределами деревни крестьяне чаще всего женились на выходцах из с. Богучарова, а также из Беляева Веневского уезда (имение Бобрищевых-Пушкиных). В начале XIX в. отмечены браки с крестьянами помещика Глебова (с. Пятницкое, ныне с. Близна). С 1860-х гг. часты браки между жителями Горушек и с. Епишково.
Была приписана к церкви в с. Архангельское. В это время в деревне числились следующие фамилии: Авдеев, Аникеев, Антонов, Беляев, Корнеев, Романов, Сериков, Устинов…
| 2010 |
| ---- |
| 0    |

## Инфраструктура
Личное подсобное хозяйство.

## Транспорт
Просёлочная дорога от трассы 70Н-002.

## Известные уроженцы
- Сериков, Василий Евлампиевич — купец, кондитер. В ряде публикаций ошибочно указывается как уроженец с. Епишково, в действительности его семья была родом из соседнего с. Горушки, а Сериков переселился в Епишково в конце 1860-х гг.